# ان-گرم

ان-گرم

در حوزه‌های زبان‌شناسی رایانشی و احتمالات، n-gram دنباله‌ای پیوسته از n قلم در یک دنبالهٔ معین از متن یا کلام است. این اقلام، بسته به کاربردشان، می‌توانند واج، هجا، حرف، واژه، یا جفت‌باز باشند. n-gramها معمولاً از یک پیکرهٔ متنی یا شفاهی جمع‌آوری می‌شوند. وقتی اقلام مورد مطالعه واژه باشند، معمولاً به n-gramها «شینگلز» گفته می‌شود.
به n-gram با اندازه‌های یک، دو، و سه به ترتیب تک‌گرم، دوگرم، و سه‌گرم گفته می‌شود و نامگذاری به همین منوال ادامه می‌یابد.

## کاربرد
مدل n-gram نوعی مدل زبانی احتمالاتی است که برای پیش‌بینی قلم بعدی در دنباله‌ای به شکل مرتبهٔ (n − 1) مارکوف به کار می‌رود. امروزه مدل‌های n-gram در احتمالات، نظریهٔ ارتباطات، زبان‌شناسی رایانشی (مثلاً پردازش آماری زبان طبیعی)، زیست‌شناسی رایانشی (مثلاً آنالیز دنباله زیست‌شناختی) و فشرده‌سازی داده‌ها کاربرد گسترده دارند. دو مزیت مهم مدل‌های n-gram (و الگوریتم‌های وابسته) سادگی و میزان‌پذیری است؛ در nهای بزرگ، مدل می‌تواند محتوای بیشتری را با بده‌بستان مشخص زمان–مکان ذخیره کند، و آزمایش‌های کوچک را به‌طور بهینه scale up کند.

## مثال
| حوزه                   | واحد       | نمونه                    | دنبالهٔ ۱-گرم                                                           | دنبالهٔ ۲-گرم                                                                                   | دنبالهٔ ۳-گرم                                                                                                  |
| مرتبهٔ مدل مارکوف حاصله |            |                          | ۰                                                                      | ۱                                                                                              | ۲ |
| ---------------------- | ---------- | ------------------------ | ---------------------------------------------------------------------- | ---------------------------------------------------------------------------------------------- | --- |
| تعیین توالی پروتئین    | اسید آمینه | … Cys-Gly-Leu-Ser-Trp …  | …، Cys، Gly، Leu، Ser، Trp، …                                          | …، Cys-Gly، Gly-Leu، Leu-Ser، Ser-Trp، …                                                       | …، Cys-Gly-Leu، Gly-Leu-Ser، Leu-Ser-Trp، …                                                                   |
| تعیین توالی دی‌ان‌ای     | جفت‌باز     | …AGCTTCGA…               | …، A، G، C، T، T، C، G، A، …                                           | …، AG، GC، CT، TT، TC، CG، GA، …                                                               | …، AGC، GCT، CTT، TTC، TCG، CGA، …                                                                            |
| زبان‌شناسی رایانشی      | نویسه      | توانا بود هر که دانا بود | ت، و، ا، ن، ا، _، ب، و، د، _، ه، ر، _، ک، ه، _، د، ا، ن، ا، _، ب، و، د | تو، وا، ان، نا، ا_، _ب، بو، ود، د_، _ه، هر، ر_، _ک، که، ه_، _د، دا، ان، نا، ا_، _ب، بو، ود، د_ | توا، وان، انا، نا_، ا_ب، _بود، بود، ود_، د_ه، _هر، هر_، ر_ک، _که، که_، ه_د، _دا، دان، انا، نا_، ا_ب، _بو، بود |
| زبان‌شناسی رایانشی      | واژه       | توانا بود هر که دانا بود | توانا، بود، هر، که، دانا، بود                                          | توانا بود، بود هر، هر که، که دانا، دانا بود                                                    | توانا بود هر، بود هر که، هر که دانا، که دانا بود                                                              |